# Vilaplana (Ribagorça)
Vilaplana és un despoblat pertanyent al municipi de les Paüls, a la comarca de Ribagorça. És situat al marge dret del riu Isàvena.